# Stazione di Meiji-Jingūmae
La Stazione di Meiji-Jingūmae (明治神宮前駅?, Meiji-Jingūmae-eki) è una stazione della Metropolitana di Tokyo, si trova a Shibuya. La stazione è servita da due linee della Tokyo Metro.